# Violetta Villas
Violetta Villas, egentligen Violetta Elise Gospodarek de domo Cieślak, född 10 juni 1938 i Liège, Belgien, död 5 december 2011 i Lewin Kłodzki, Nedre Schlesiens vojvodskap, var en polsk sångerska, kompositör och skådespelerska. Hon var under slutet av 1960- och början av 1970-talet mycket populär och hade då många hitlåtar. Villas var i grunden en klassiskt skolad sopran. Hon var känd för sitt exceptionellt stora röstomfång. 
Hon började spela in singlar 1961 (For You My Darling, I Don't Believe You, Secret). I början av 1960-talet slog hon igenom i Frankrike, Belgien, Tyskland, England och Ryssland. År 1966 kom hon till USA där hon sjöng i revyn Casino de Paris (på Dunes Hotel och Casino) med Frank Sinatra, Dean Martin och Eartha Kitt, och på Sahara Hotel och Casino där hon sjöng med Barbra Streisand och Connie Francis.
Villas har även turnerat i bland annat Japan, Australien, Sverige, Brasilien och Kanada.

## Diskografi
- 1962 Rendez-vous with Violetta Villas
- 1966 Violetta Villas
- 1967 Violetta Villas
- 1968 For You My Darling
- 1968 About Love...
- 1977 There is no Love without Jealousy
- 1985 Las Vegas
- 1986 Violetta Villas
- 1992 Christmas Carols
- 1996 Daddy 2
- 1997 Christmas Carols
- 1997 Villas Sings Christmas Carols
- 2001 When Jesus Christus was Born...
- 2001 Violetta Villas
- 2001 There is no Love without Jealousy
- 2001 For You My Darling
- 2003 Valentine Hits
- 2004 Chrismas Carold from Heart
- 2008 To Comfort the Heart and warmth the Soul
- 2009 The Most Beautiful Chrismas Carols

## Filmografi
- 1966 Professor Tutka's club
- 1969 How to Commit Mariage
- 1969 Paint Your Wagon
- 1969 Heaven with a Gun
- 1970 Violetta Villas Sings
- 1970 The Woodpecker
- 1975 The Wedding
- 1977 Sentiments
- 1983 Dream about Violetta
- 1989 Violetta Villas
- 1995 Only to You